# 964

## Догађаји
- Византијско-арапски ратови: Цар Никифор II наставља поновно освајање југоисточне Анадолије (модерна Турска). Он поново заузима Кипар, и реорганизује освојене земље у нове теме. Лети заузимају градове тврђаве Аназарбус и Адану. Византијске трупе под генералом Јованом Цимискијем опседају Мопсуестију, али је са доласком зиме принуђен да се повуче у Цезареју.
- 24–25 октобар – Опсада Ромете: Никифор II шаље експедицију на Сицилију. Византијска војска (40.000 људи) је послата да разбије муслиманску опсаду код Ромете и да поврати Сицилију за Византијско царство. Два дана се води битка у области између плаже и опкољене цитаделе Ромете. Сарацени (код Ал-Хасана ибн Амара) успевају да победе византијске снаге.
- Пролеће – Краљ Адалберт II се враћа на копно Италије и заузима околину Сполета. Цар Отон I („Велики“) напушта Рим са својом војском и поставља опсаду града тврђаве Сполето.
- Отон I наставља поход на Италију, остајући у околини Луке. У јесен напушта Тоскану погођену кугом и приморан је да се повуче у Лигурију. Његову позадину напада Адалберт II.
- фебруар – Папа Јован XII се враћа са својим присталицама у Рим. Он сазива синод који смењује антипапу Лава VIII који налази уточиште на двору Отона I. Јован шаље делегацију под вођством Отара, бискупа Спајера, да преговара о споразуму.
- 14. мај – Папа Јован XII умире накоб 9-годишње владавине. Римљани бирају папу Бенедикта V, који је проглашен од стране градске милиције. Свој понтификат почиње као 131. папа Католичке цркве.
- 23. јун – Папа Бенедикт V је свргнут и црквено деградиран након што је Отон I опседао Рим. Он изгладњује Римљане у покорност и враћа Лава VIII на папски престо.

- Почетак самосталне владавине великог кнеза Свјатослава Игоревича у Кијевској Русији.
- Први поход Свјатослава Игоревича на Вјатиче, које је учинио зависним од руских кнезова.
- Поход Свјатослава Игоревича на Хазаре. Руска војска је, прошавши кроз земљу Вјатичи, допловила низ Дон до хазарске тврђаве Саркел, разорила је и кренула даље уз реку. Дошавши до Азовског мора, руска војска је стигла до Керчког мореуза, заузела град Таматарх (Тмутаракан), а затим поразила Јасе и Касаге, стварајући реалну опасност за византијске поседе на Криму.